# Ainios (Mythologie)
Ainios (altgriechisch Αἴνιος Aínios) ist eine Person der griechischen Mythologie.
Er erscheint einzig im 21. Buch von Homers Ilias. Er ist einer der Paionier, die bei einem Angriff der Griechen gegen die Trojaner und ihre Verbündeten während des Trojanischen Krieges im Flussbett des Xanthos von Achilleus erschlagen werden. Neben Ainios werden von Achilleus die Paionier Thersilochos, Astypylos, Mydon, Thrasios, Mnesos und Ophelestes getötet.